# 이용겸
이용겸(李容謙)은 일제강점기 시절의 축구 선수로 경성 축구단의 창단 멤버였다.
당시 세브란스의학전문학교 축구부의 부장직을 맡으며, 해외원정대회를 다니는 등의 활동을 펼쳤고 경성 축구단의 공식 창단 이전에도 종종 경성 대표로 경평대항축구전에 참가했었으며,창단 초기에 주장직을 맡았다.